# Zavrelimyia kyotoensis
Zavrelimyia kyotoensis är en tvåvingeart som först beskrevs av Tokunaga 1937.  Zavrelimyia kyotoensis ingår i släktet Zavrelimyia och familjen fjädermyggor. Inga underarter finns listade i Catalogue of Life.